# Kalap

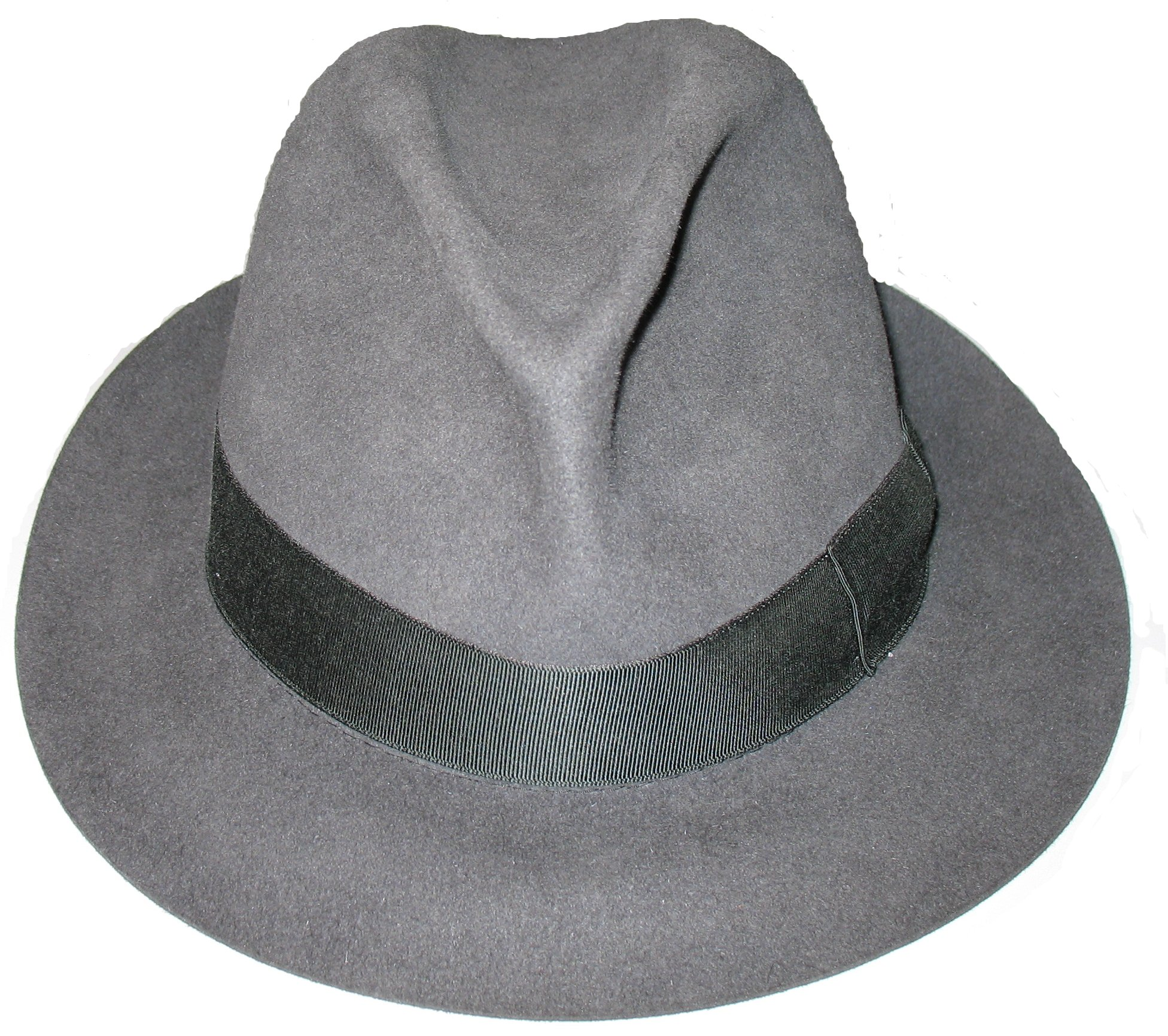
Fedora kalap

A kalap egy fejfedőfajta, amelyet az időjárás ellen, társadalmi, vallási okokból, illetve divatkellékként is viselnek. A történelem során a kalap sokszor a viselője társadalmi helyzetét is jelezte.

## Kialakítása
A kalap jellemzője, hogy a fejet borító hengeres, csonka kúp, vagy félgömbszerű ún. korona részén kívül karimája is van, ez különbözteti meg a többi fejfedőtől. A karima hivatott megvédeni viselőjét a naptól, illetve ez vezeti el az esőt is. Szélessége feladatától és funkciójától függően nagyon változatos; míg a közép-amerikai sombrero karimája akár viselője vállán is túlér, egyes női kalapoknak csak keskeny esetleg visszahajtott peremük van, minden gyakorlati funkció nélkül.

## Anyaga
Viszonylag bonyolult formája miatt egy darabból, csak bőrből, vagy nemezből sajtolva készítik. Létezik növényi rostokból fonott változat, Európában legismertebb ezek közül a szalmakalap. Az iparosodás után a technológia fejlődésével nagyon sok egyéb anyagot is felhasználtak: szövet, parafa, műanyag hab stb.

## Viselet

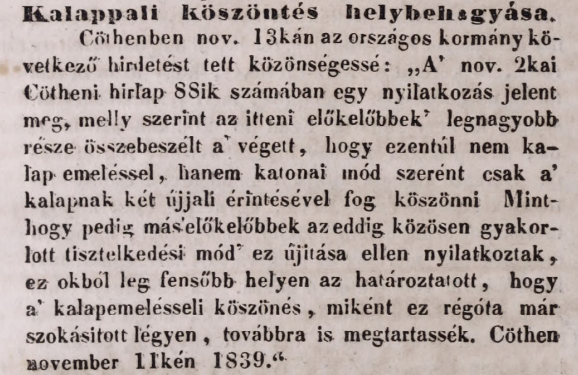
Híradás elmaradt köszönésmód-reformról (Hasznos Mulatságok 1839. dec. 18.)

A nyugati kultúrában a férfiak leveszik a kalapjukat, ha keresztény templomba lépnek be, a nők azonban nem. A női kalapokat hagyományosan szalagok, tűk tartották meg a fejen, amelyeknek eltávolítása és újra felhelyezése körülményes lett volna, ezért a nők a fejükön hagyják a kalapot.
- A férfiak kalaplevétele a tiszteletadás jele is lehet, például temetéseken.
- A kalap megemelése a köszönés egyik formája.
- A katonák a tenyerüket a kalapjukhoz emelik tisztelgéskor.
- Zsinagógába tilos fedetlen fejjel belépni férfiak és nők számára egyaránt!

## Nevezetes kalaptípusok

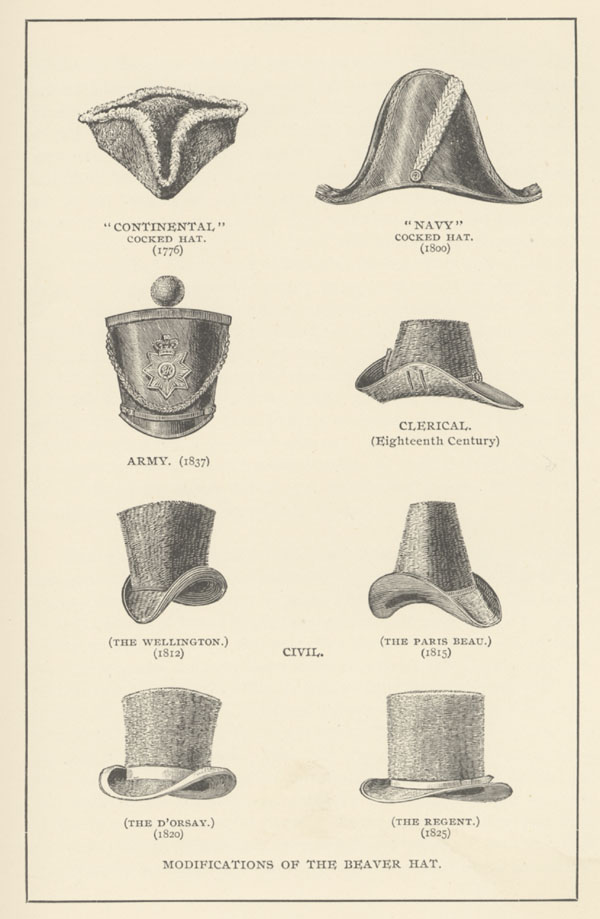
18. és 19. századi kalapok

- Sombrero
- Cilinder
- Keménykalap
- Florentin kalap
- Borsalino
- Fedora
- Panamakalap
- Girardi-kalap
- Szalmakalap

## Története
A fej befedésének szokása már az ókorban is dívott. A görögök többnyire fedetlen fővel jártak; utazások alkalmával, a háborúban és a vadászaton előkelőik a széles karimájú petaszoszt viselték, amely amikor nem használták, zsinegre kötve hátukon csüngött. Kerek és hegyes kalapok jöttek divatba a rómaiaknál, akik azt a szabadság jelvényévé tették úgy, hogy a rabszolgák felszabadulásukkor kalapot kaptak. Általánosabban Nero halála után terjedt el a kalap viseletének szokása. A Német-római Birodalomban csak a X. században kezdtek kalapot viselni; a XII. és XIII. században már többféle formájú kalap is volt; Franciaországban csak a XIV. század utolsó negyedében jött divatba. Németországban, Hollandiában és Svájcban a XVI. században s még később is magas, hegyes alakú kalapokat viseltek; de a mai cilindernek alakját is megtalálhatni a XVI. században és később. Franciaországban XIV. Lajos alatt keletkeztek az ún. háromszögletű kalapok, melyek majd egy teljes századig voltak divatban. Mint általában a ruházat, úgy a kalap alakja és színe is gyakran volt politikai pártok szimbóluma. Szentelt kalapokat a pápa olyan fejedelmeknek és hadvezéreknek küldött, akik a római egyház körül érdemeket szereztek.

## A leghíresebb kalapos mesterek
- Philip Treacy – Londonban élő és alkotó, ír származású kalapos mester (milliner). 1966. május 26-án született Ahascragh-ban. 1985-től kezdte meg divattal kapcsolatos tanulmányait.
- Stephen Jones – Új romantikus mozgalom tagja. Kalapjait viselték; a Spandau Ballet, Duran Duran, Isabella Blow és Jean Paul Gaultier, Boy George. Jean Paul Gaultier segítségével indult be karrierje. Diána walesi hercegné az egyik legfontosabb megrendelője volt. Ő volt az egyetlen kalapos, aki a párizsi székhelyű haute couture munkájában részt vett. A legfontosabb divatházaknak, mint Galliano, Vivienne Westwood, Balenciaga, Claude Montana, Marc Jacobs, Dior, Jeremy Scott, Moschino volt beszállítója. Kalapjait a popzene olyan alakjai viselték, mint Grace Jones, Diana Ross, George Michael, New Order, Céline Dion, Kylie Minogue, Björk, Christina Aguilera, Mick Jagger, Marilyn Manson.
- Piers Atkinson – Édesanyja színházi kalaposként dolgozott. Operatőrként végzett az 1990-es évek közepén. 1999-ben kezdett együtt dolgozni a divattervező ikon Zandra Rhodesszal. 50 darab Pret-á-porter darabot hozott létre minden évszakban. Legemblematikusabb darabja a Hiper cseresznyefejdísz, amelyet először a Japán Vogue-ban láthattunk, amikor egy Prada-bemutatóról tudósított, ahol Anna Dello Russo divatikon viselte ezt a kalapot.[1]

## Készítési eljárások a 19. századig
Kalapokat szőrökből nemezítéssel, szalmából fonással, szövetekből szabás és varrás segítségével szokás készíteni. Legelterjedtebb a nemezkalapgyártás, amelyhez minden nemezíthető szőrt lehet alkalmazni. Minél vékonyabb a szőr, annál finomabb a nemez. A szőrök nemezedő tulajdonsága a velőanyagrétegtől függ. Velőanyagot tartalmazó szőr nem nemezíthető, míg velőmentes vagy szakaszosan velős jól nemezíthető. Ebből kifolyólag a felszőrök rendszerint nem nemezednek, a pehelyszőrök közül is csak némelyek. Jól nemezíthető a gyapjú, a teve pehelyszőre és a hód pehelyszőre, minthogy velőmentesek; kevésbé jól a macska-pehelyszőr, mert szakaszosan velős; a nyúl és házinyúl pehelyszőre pedig, mert egészen velős, természetes állapotban nem nemezedik, ha azonban kénesős csávával kezelik, a velőréteg szakaszossá válik, s ekkor jól nemezedik. A nemezkalapok legnagyobb része nyúlszőrből készül, az olcsóbb s durvább fajták azonban gyapjúból, finomabb fajták pedig hód- vagy teveszőrből. A nyúlszőr-kalapok készítését a 19. század közepén még kisiparilag, azonban 1900 körülre már gyárilag űzték, mégpedig a következő módon: a nyúlirhán levő szőrt kefe segítségével kénesős csávával telítették, s kiszáradás után a szőrt az irháról lenyírták. Minthogy a nyúl bundája felszőrből és pehelyszőrből áll, a kalap gyártásához pedig csak pehelyszőr használható, ezért a lenyírás után a felszőrt a pehelyszőrtől különválasztották, úgy, hogy a szőrt erős légáramba szórták, mely a könnyű pehelyszőrt messzebbre viszi el, mint a nehéz felszőrt. A fajtázott pehelyszőrt ezután farkas néven ismert géppel lazították és erős légárammal a süvegképző gép felé fúvatták. A süvegképző gép likacsos lemezből készült rézkúpból áll, amely lassú forgást végez és légszívóval van összekapcsolva. A levegő a rézkúp likacsos lemezén áthatol, a pehelyszőr pedig rendszertelen helyzetben annak felületén marad. Ha a kúp elegendő vastag szőrréteggel lett borítva, vizet permeteznek, s gőzt eresztenek reá, eközben kissé megveregetik a szőrkúpot, minek folytán a szálak annyira nemezednek, hogy a szőrkúp levehető és kezelhető. A szőrkúpok most már nagyobb fokban nemezítendők. Ezen műveletet leginkább kézművesen végzik a következő módon: a nemezítéshez szükséges nyálkás folyadékot, pl. borseprőt 1,3 méter átmérőjű rézüstben melegítik, amely rézüstnek fával burkolt széles karimája van. A szőrkúpot az üstben levő meleg folyadékba mártják, s ezután az üst karimáján gyúrják, ismételve bemártják, s más részét gyúrják. Ezen kezelés folytán a szőrkúp erős nemezzé vált; az ilyen nemezkúpok már kereskedelmi cikket képeztek. A nemezkúpok alakítását ugyancsak a nemesítő üst mellett végezték. A kúpot az üstben levő meleg folyadékba mártották és meleg-nedves állapotban faformára húzták és kézzel, fával vagy kefével egyengették, míg a nemez a faformához simult s kalapalakot öltött, a kalapot azután karimája tövénél fonallal a formához kötötték, szárították, esetleg festették. Az ily módon nyert nemezkalapok még érdes felületűek, lágyak s nem tetszetős alakúak, amiért is a következő módon csinozták: elsősorban gyors forgásban levő faformára helyezték, s erős kefével és üvegpapirossal csiszolták; ezután a keménység fokozása céljából fonákjáról sellakoldattal avagy cerazinnal bevonták, s csekély mértékben gőzölték, hogy a telítő anyag a nemez belsejébe szivároghasson.
A telített kalapokat nyirkos helyen kellett tartani, mielőtt a végleges formázás alá, a faformán való vasalás avagy sajtolás alá kerültek volna. A sajtolást olyan különleges hidraulikus sajtón végezték, amelynek odorja fémből állt, s melegítették, alakverője pedig kaucsukzacskóból állt, melynek feneke fémgömbsüveg. Ezen sajtóba, illetőleg a meleg odorba helyezték a formálandó kalapot, s reá helyezték a gömbsüveget, úgy, hogy a kaucsukzacskó a kalapüregbe mélyedjen, s ezután a gömbsüveget csavarokkal lekötötték az odort támasztó állványhoz. A gömbsüveg és kaucsukzacskó által képezett űrbe szivattyúval vagy akkumulátorral vizet nyomtak, aminek folytán a kaucsukzacskó tágult mindaddig, míg az odor falaihoz nyomult, s így a kalapot az odorhoz, illetőleg a formához nyomta. Ezen sajtolás után már csak a bélés bevarrása, s a szalag felvarrása maradt hátra. A hód- s más finomabb szőrnemből készült kalapok teljesen azonos módon készültek, mint a nyúlszőrkalapok. A hódnemezkalapokat sok esetben kártokkal is kefélték (bogácsolták), miáltal bolyhos-bársonyos felületűvé váltak.
Fenti eljárástól lényegesen különbözik a cilinder (köcsög) kalapok gyártása. Ennél ugyanis a kalap alakjának megfelelő vázat sellakkal telített papirosból vagy vászonból készítették, s felületét még sellakkencével bevonták. Az így elkészített váz bevonására selyemből szőtt bársonyszerű (plüss) szövetet használtak, amelynek ritka, de hosszú bolyha van. E szövetből kiszabás és összevarrás segítségével elkészítették a kalapváz áthuzatát, melynek fonákját sellakkencével bevonták, s kiszáradás után a vázra húzták. Ezt követőleg a bolyhokat egy irányba kefélték, s bevasalták, aminek folytán nemcsak a bolyhok lapultak le, hanem a váz és áthuzat között levő sellakkence is megolvadt, és összeragasztotta a vázat az áthuzattal. Az így elkészült köcsögöt még béléssel és szalaggal látták el.
A gyapjúnemezkalapok gyártása az eddig ismertetett eljárásoktól némileg eltért. A gyapjút ugyanis először a posztógyártásnál szokásos módon mosták és kártolták, ezt követően kúpokat készítettek belőle, amiért is a kártoló gépről jövő laza szálréteget két csonkakúpból álló formára gombolyították. A kettős kúpból álló forma lassú forgáson kívül lengő mozgást is végez. A felgombolyodott anyagot a két csonkakúp alaplapja mentén széttépték, ami által két gyapjúkúp állt elő. E gyapjúkúpok kezdetleges nemezítését úgy végezték, mint a nyúlszőrét, teljes nemezzé való átalakításához pedig a forgattyús kallót használták. A gyapjúnemez formázását, s a kalap csinozását a nyúlszőrkalapoknál ismertetett eljárás szerint végezték.